# Asia (Provinz)

Römische Provinzen unter Trajan (117 n. Chr.)

Asia war eine Provinz des Römischen Reiches, die den Westen Kleinasiens in der heutigen Türkei umfasste. Sie war ursprünglich das Gebiet des Attalidenreichs von Pergamon, das 133 v. Chr. durch das Testament des letzten Königs an Rom fiel. Die genauen Grenzen der Provinz wurden mehrmals geändert; den Namen Asia für die Provinz entlehnten die Römer der Altgriechischen Sprache. In der Kaiserzeit gehörte Asia zu den sogenannten senatorischen Provinzen, die durch einen vom Senat entsandten Statthalter (Prokonsul) verwaltet wurden.
Asia galt als eine der bedeutendsten und reichsten Provinzen des Römischen Reiches, vor allem durch die große Zahl der dort liegenden Städte; die Statthalterschaft galt neben der der Africa Proconsularis als die prestigeträchtigste und ehrenvollste. Hauptstadt und Sitz des Proconsul Asiae war Ephesos, das vor allem mit Pergamon und Smyrna um den Vorrang in der Provinz wetteiferte. Weitere bedeutende Städte waren unter anderem Milet, Sardes, Tralleis, Mylasa und (als Beispiel für eine kleinere, aber gut erforschte Stadt) Aizanoi. In den Städten lebten ganz überwiegend Griechen; auf dem Land gab es auch noch eine nennenswerte vorgriechische Bevölkerung. Zumindest in den Städten breitete sich das Christentum relativ früh aus.
Unter Kaiser Diokletian (284 bis 305) wurde die Provinz im Rahmen seiner Verwaltungsreform in sieben kleinere Provinzen unterteilt. Diese trugen die alten Landschaftsnamen (Phrygien, Karien etc., s. Liste der römischen Provinzen ab Diokletian) und gehörten zur Diözese Asiana. Eine dieser sieben spätantiken Provinzen hieß weiterhin Asia, reichte nun, deutlich verkleinert, vom Mäander bis zum Ida-Gebirge und hatte als Hauptstadt weiterhin Ephesos. Sie behielt eine Sonderstellung, indem sie weiterhin einem Proconsul unterstand. Dieser behielt eine hohe Stellung im administrativen System der Spätantike; er war höher gestellt als andere Provinzstatthalter und vicarii und war im Rang nur den Prätorianerpräfekten und den Stadtpräfekten der Städte Rom und Konstantinopel untergeordnet. Um seine Aufgaben zu erfüllen, die auch die Aufsicht über die öffentlichen Bauten in der Provinz umfasste, verfügte er über einen Legaten als Stellvertreter und einen größeren Stab. Er war auch der höchste Richter und Berufungsrichter der Provinz Asia. Üblicherweise dienten die Prokonsuln nur kurz, maximal zwei Jahre, und ernannten ihre eigenen Legaten. In byzantinischer Zeit wurde die Region in Themen (kombinierte militärisch-zivile Verwaltungsbereiche) unterteilt.